# تأخير النبر

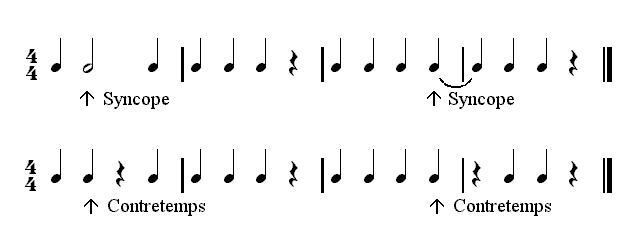
نوتات موسيقية

تأخير النبر في الموسيقى هي مجموعة متنوعة من الإيقاعات التي تُشغّل معًا لتأليف مقطوعة موسيقية ما يجعل جزءًا من اللحن أو المقطوعة الموسيقية أو كلهما غير متوقع. وببساطة أكثر فإن تأخير النبر هو اضطراب أو انقطاع في التدفق المنتظم للإيقاع: ويعني وضع نبرات إيقاعية حيث لا توجد طبعًا. ويشير إلى ارتباط مجموعتين على الأقل من الفواصل الزمنية.